# Discografia lui Titi Botez
Discografia cântărețului Titi Botez cuprinde apariții (discuri de ebonită, viniluri, CD-uri etc.) ce prezintă înregistrări realizate în anii 1932-1934 și 1937, în România și în străinătate la Berlin.
Discurile cântărețului au fost înregistrate la casele de discuri Odeon și Pan Record.

## Discuri Odeon
| An   | Număr de catalog | Format                 | Piese                                                        | Acompaniament        |
| 1932 | A 199 633        | shellac, 25 cm, 78 RPM | Azi cânt numai pentru tine Te-am așteptat plângând           | orchestra Levici     |
| 1932 | A 199 634        | shellac, 25 cm, 78 RPM | În dragoste am crezut ușor Aprinde o țigare                  | orchestra Levici     |
| 1932 | A 199 635        | shellac, 25 cm, 78 RPM | Țigane tu mi-ai ghicit durerea Calabrezela                   | orchestra Levici     |
| 1932 | A 199 636        | shellac, 25 cm, 78 RPM | Tangolita Femeia, eterna poveste                             | orchestra Levici     |
| 1932 | A 199 640        | shellac, 25 cm, 78 RPM | Azi noapte te-am visat Sub balcon eu ți-am cântat o serenadă | orchestră            |
| 1932 | A 199 641        | shellac, 25 cm, 78 RPM | Departe De ce mi-ai spus că mă iubești                       | orchestră            |
| 1932 | A 199 643        | shellac, 25 cm, 78 RPM | Un roman e iubirea Scrisoare de amor                         | orchestră            |
| 1932 | A 199 644        | shellac, 25 cm, 78 RPM | Ași vrea să-ți spun Visez un mic rendez-vous                 | orchestră            |
| 1932 | A 199 645        | shellac, 25 cm, 78 RPM | Dă-mi o noapte de amor O noapte doar                         | orchestră            |
| 1932 | A 199 646        | shellac, 25 cm, 78 RPM | O mia bella Napoli Seara                                     | orchestră            |
| 1932 | A 199 647        | shellac, 25 cm, 78 RPM | Cuvinte de amor O fata iubește                               | orchestră            |
| 1932 | A 199 648        | shellac, 25 cm, 78 RPM | Nu-mi spune iar minciuni de-amor Nu-ti cer nimic             | orchestră            |
| 1932 | A 199 649        | shellac, 25 cm, 78 RPM | Ia din viață ce-i frumos Să-mi cânți un cântec de iubire     | orchestră            |
| 1932 | A 199 650        | shellac, 25 cm, 78 RPM | Când felinarele s-aprind Minți                               | orchestră            |
| 1932 | A 199 651        | shellac, 25 cm, 78 RPM | Fetițele din București Biguina                               | orchestră            |
| 1932 | A 199 658        | shellac, 25 cm, 78 RPM | La căsuța albă Iubirea-i doar o glumă                        | orchestră            |
| 1932 | A 199 659        | shellac, 25 cm, 78 RPM | Eri la întâlnire Pentru tine am plâns                        | orchestră            |
| 1932 | A 199 660        | shellac, 25 cm, 78 RPM | Săraca fată săracă Fata de General                           | orchestră            |
| 1932 | A 199 661        | shellac, 25 cm, 78 RPM | La căsuța de sub paltin Foaie verde spic de grâu             | orchestră            |
| 1932 | A 199 661        | shellac, 25 cm, 78 RPM | Foaie verde spic de grâuv Bătrânețe haine grele              | orchestră            |
| 1932 | A 199 662        | shellac, 25 cm, 78 RPM | Pe micul tău album Un vals ți-am cântat eu aseară            | orchestră            |
| 1932 | A 199 663        | shellac, 25 cm, 78 RPM | Pentru tine am făcut nebunii Siciliana                       | orchestră            |
| 1932 | A 199 666        | shellac, 25 cm, 78 RPM | Vreau sa beau și vreau sa cânt Nu mă uita                    | orchestră            |
| 1932 | A 199 667        | shellac, 25 cm, 78 RPM | Într-un taxi O vorbă de mi-ai spune                          | orchestră            |
| 1932 | A 199 669        | shellac, 25 cm, 78 RPM | Pe ploaie Nopți de mai                                       | orchestră            |
| 1933 | A 199 684        | shellac, 25 cm, 78 RPM | Poveste de amor Lasă-mă să stau aproape                      | orchestră            |
| 1933 | A 199 685        | shellac, 25 cm, 78 RPM | Noapte bună, Mimi O sărutare și-un cântec de amor            | orchestră            |
| 1933 | A 199 687        | shellac, 25 cm, 78 RPM | Ai să iubești odată și tu Luna                               | orchestră            |
| 1933 | A 199 688        | shellac, 25 cm, 78 RPM | Crizantema Adio                                              | orchestră            |
| 1933 | A 199 691        | shellac, 25 cm, 78 RPM | Vrei să ne-ntâlnim Sâmbătă seară? Un plânset de vioară       | orchestră            |
| 1933 | A 199 693        | shellac, 25 cm, 78 RPM | Lili, Lolo, Lulu, Lala Alhambritta                           | orchestră            |
| 1933 | A 199 697        | shellac, 25 cm, 78 RPM | Meletar la meleție Hai melci, hai raci                       | orchestră            |
| 1933 | A 199 698        | shellac, 25 cm, 78 RPM | Cântă-mi să uit dragostea La cules de cucuruz                | orchestră            |
| 1934 | 277 012          | shellac, 25 cm, 78 RPM | Yu Nu plâng pentru nimeni                                    | orchestra Odeon      |
| 1934 | 277 015          | shellac, 25 cm, 78 RPM | Nu pleca Păcat fetițo dragă                                  | orchestra Odeon      |
| 1934 | 277 045          | shellac, 25 cm, 78 RPM | Hai acasă puișor Tangoul nostru                              | orchestra Elly Roman |
| 1934 | 277 060          | shellac, 25 cm, 78 RPM | Spune-mi unde, când și cum Săraca păpușică                   | orchestra Odeon      |

## Discuri Pan Record
| An   | Număr de catalog | Format                 | Piese                   | Acompaniament               |
| 1937 | A 27             | shellac, 25 cm, 78 RPM | Căsuța noastră O floare | orchestra Reininger Leonard |